# Pteridin
Pteridiner är en grupp aromatiska, kväveinnehållande heterocykler som kan betraktas som derivat av pteridin.

## Egenskaper
En pteridin innehåller en mängd olika sammansättningar på sin heterocykliska struktur. Pteriner och flaviner är klasser av substituerade pteridiner som har viktig biologisk aktivitet. Pteridin, är en prekursor i syntesen av dihydrofolsyra i många mikroorganismer. Pteridin och 4-aminobensoesyra konverterar genom enzymet dihydropteroate syntetas till dihydrofolsyra i närvaro av glutamat. Enzymet dihydropteroate syntetas inhiberas av sulfonamidantibiotika.

## Förekomst
Vissa pigment hos insekter, fiskar och reptiler utgörs av pteridiner, t. ex. leukopterin och xantopterin i vingarna hos kål- respektive citronfjäril. Pteridinskelett finns även i vitaminet folsyra.